# Imouzzer Kandar
Imouzzer Kandar (Arabisch: إيموزار كندر, Berbers: ⵉⵎⵓⵣⵣⴰⵔ ⴽⵏⴷⵕ) is een stad gelegen in de provincie Sefrou, in de regio Fès-Meknès. De stad wordt grotendeels bewoond door de Ait Seghrouchen.

## Galerij

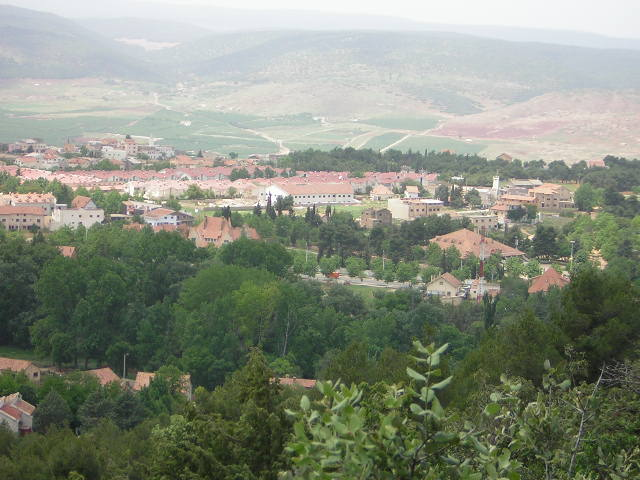
Imouzzer Kandar